# مصاد
مصاد هي قرية سورية تقع في ناحية مركز السويداء من منطقة السويداء في محافظة السويداء. وفقاً لمكتب المركزي للإحصاء، بلغ عدد سكان قرية مصاد 4,585 نسمة في تعداد عام 2004.